# Polytechnique
Polytechnique is een Canadese dramafilm uit 2009 onder regie van Denis Villeneuve. Het verhaal is gebaseerd op het bloedbad aan de École Polytechnique uit 1989. De hoofdrollen worden vertolkt door Maxim Gaudette, Sebastien Huberdeau en Karine Vanasse.

## Verhaal
Tijdens de lesuren van de École Polytechnique in Montréal wandelt een jongeman met een geweer een klaslokaal binnen. Hij beveelt de mannen om te vertrekken en de vrouwen om te blijven. Ze gehoorzamen nadat hij een schot afvuurt om aan te tonen dat het menens is. Vervolgens legt hij aan de vrouwen uit dat hij feministen haat. De vrouwen ontkennen dat ze feministen zijn, maar worden desondanks doodgeschoten of verwond door de dader. Nadien wandelt de man door de rest van het schoolgebouw met als doel nog meer vrouwelijke slachtoffers te maken. Na afloop schiet hij zichzelf dood.
Jean-François, een van de mannelijke studenten, werd bevolen om het klaslokaal te verlaten. Hij vlucht niet meteen, maar keert terug om de dader tegen te houden en/of slachtoffers te helpen. Valérie en Stéphanie zijn twee vrouwelijke studenten die tijdens de moordaanslag doen alsof ze dood zijn uit vrees dat de dader is teruggekeerd.
Na de aanslag worstelt Jean-François met schuldgevoelens omdat hij het klaslokaal verlaten heeft en de vrouwen in de steek heeft gelaten. Hij pleegt zelfmoord via koolstofmonoxidevergiftiging. Valérie, die de Iron Ring draagt van Canadese ingenieurs, ontdekt dat ze zwanger is. Als ze een zoon krijgt zal ze hem leren lief te hebben, in het geval van een dochter zal ze haar vertellen dat de wereld haar toebehoort.

## Rolverdeling
| Acteur                 | Personage                       |
| ---------------------- | ------------------------------- |
| Maxim Gaudette         | De killer                       |
| Sébastien Huberdeau    | Jean-François                   |
| Karine Vanasse         | Valérie                         |
| Évelyne Brochu         | Stéphanie                       |
| Johanne-Marie Tremblay | Moeder van Jean-François        |
| Natalie Hamel-Roy      | Moeder van Jean-François (stem) |
| Pierre-Yves Cardinal   | Éric                            |

## Productie
Toen actrice Karine Vanasse via de December 6 Foundation in contact kwam met de nabestaanden van de slachtoffers van het bloedbad aan de École Polytechnique groeide bij haar het idee om een film over de gebeurtenis te maken. Ze stelde het project voor aan producent Maxime Remillard, die op zijn beurt voorstelde om Denis Villeneuve als regisseur in dienst te nemen.
De opnames vonden plaats aan Collège de Maisonneuve en Collège Ahuntsic in Montréal, hoewel Villeneuve toestemming had om de École Polytechnique als locatie te gebruiken. De film werd in zwart-wit opgenomen om zo het bloed minder te benadrukken. De naam van de dader komt in de film niet aan bod. Villeneuve liet zich voor het project inspireren door de film Elephant (2003) van Gus Van Sant.
Polytechnique ging op 6 februari 2009 in première in Québec. Op 17 mei 2009 werd de film ook vertoond op het filmfestival van Cannes.